# Morderstwo w Catamount
Morderstwo w Catamount (ang. The Catamount Killing) – amerykańsko-niemiecki film sensacyjny z roku 1974 w reżyserii Krzysztofa Zanussiego na podstawie powieści Jamesa H. Chase’a.

## Fabuła
Główny bohater Mark planuje obrabowanie banku. W tym celu zostaje szefem owej placówki i wraz z zakochaną w nim Kit dokonuje napadu i popełnia zbrodnię.

## Obsada
- Horst Buchholz – Mark Kalvin
- Ann Wedgeworth – Kit Loring
- Peter Brandon – Marthy
- Rod Browning – Easton
- Louise Caire Clark – Iris Loring
- Patricia Joyce – Alice Craig
- Lotti Krekel – Helga
- Ernest Martin – Rudy
- Chip Taylor – Ken Travers
- Aleksander Bardini – właściciel stacji benzynowej
- Stuart Germain – Pan Hardy
- Polly Holliday – Panna Pearson